# Емил Диркем
Давид Емил Диркем (фр. Émile Durkheim; Епинал, 15. април 1858 — Париз, 15. новембар 1917) је био француски социолог и познат је као оснивач модерне социологије. Такође је био оснивач првог часописа посвећеног друштвеној науци.

## Биографија
Потиче из старе породице француских Јевреја, у којој су три претходне генерације били рабини. Учио је хебрејски језик, Стари завет и Талмуд, истовремено похађајући редовну секуларну школу. Убрзо након традиционалног увођења у јеврејску веру, у својој тринаестој години, под утицајем своје учитељице католикиње, проживљава кратко мистично искуство које га усмерава ка католицизму. Диркем је водио потпуно секуларни живот, при чему би већи део његовог рада био посвећен демонстрирању да верски феномени проистичу из друштвених, а не божанских фактора.

### Образовање и каријера
Године 1879. у двадесет и првој години ступио је у у чувену школу "École Normale Supérieure". Диркем није волео образовање какво је пружала "École normale" и његов успех ту није био посебан. Ипак, тамо стечена искуства била су значајна за уобличавање његовог мишљења, још пре дипломског испита одлучио је да социологија буде његово посебно поље испитивања. Иако ју је у Француској још раније изложио Огист Конт, идеја о науци о друштву није била популарна међу француским интелектуалцима, и социолошка дисциплина није била установљена. Диркему је било суђено да буде њен утемељивач. Као професор био је члан многих комитета који су припремали нове наставне програме и методе, покушао је да начин предавања усмери ка стварности, а не као уопштавању. Почетком Првог светског рата написао је више памфлета који су критиковали пангерманизам, као помоћ својој домовини.
Диркему су хуманистичке студије биле незанимљиве, скрећући пажњу са психологије и филозофије на етику и, на крају, на социологију. Дипломирао је филозофију 1882. године, мада је завршио последњи у дипломском разреду због тешке болести претходне године.
Емил Диркем је најзначајнија личност француске социологије у 19. и 20. веку. Његов приступ је познат као социологизам, што значи да је заступао став да је друштво у каузалном (узрочном) односу према појединцима, појединачним друштвеним појавама и култури уопште. Појам појединац, човек, индивидуум, не условљава друштвену стварност и друштвена збивања, већ обрнуто, друштвено збивање обликује појединца и његове вредности, истовремено усмеравајући његово деловање. Користио је позитивистичку методологију (на трагу Контовог позитивизма).
Његова најпознатија дела су: О подели друштвеног рада, Самоубиство и Елементарни облици религијског живота.

### Смрт
Избијање Првог светског рата је имало трагичан ефекат на Диркемов живот. Његов левичарски поглед је увек био патриотски, а не интернационалистички, јер је тражио секуларни, рационални облик француског живота. Међутим, почетак рата и неизбежна националистичка пропаганда која је уследила отежавали су одржавање ове већ изнијансиране позиције. Док је Диркем активно радио на пружању подршке својој земљи у рату, његово оклевање да попусти поједностављеном националистичком жару (у комбинацији са његовим јеврејским пореклом) учинило га је метом сада већ уздижуће француске деснице. Генерације ученика које је Диркем обучавао сада су били регрутовани у војску, и многи од њих су страдали у рововима.
Диркемов син Андре умро је на ратном фронту у децембру 1915. године. Ово је био губитак од којег се Диркем никада није опоравио. Емоционално уништен, Диркем је умро од можданог удара у Паризу 15. новембра, две године касније 1917. године. Сахрањен је на гробљу Монтпарнас у Паризу.

## Друштвене чињенице
У свом методолошком приступу, Диркем посматра друштвене чињенице као ствари, пошто су друштвене чињенице у суштини објективне, постоје и развијају се независно од човекове свести. Дакле, друштвене чињенице су ствари, односно друштвена делатност, и као такве су својим особеностима независне од човековог посматрања, могу се спознати апостериори, тј. на темељу искуства, постоје независно од људске воље, а спознати се могу спољашњим посматрањем (никако не интроспекцијом, самопосматрањем). Из изложеног се може закључити да су чињенице оно што је искуством потврђено да постоји или се догађа. Његов познати мото да друштвене чињенице треба посматрати као ствари, има своје утемељење у спознаји да су веровања, обичаји и друштвене институције ствари исто као и предмети и догађаји у природном свету. То, ипак, не значи да се друштвене чињенице састоје само од ствари које је могуће директно опажати или мерити. Наша емпиријска представа обликује се на тај начин да има исту нарав. Две ствари које утичу на сличне реакције разум сасвим природно зближава, односно припадају једном истом појму. Будући да опонашамо једни друге, тежи се да се кроз узајамне позајмице обликује као заједнички тип реакције изражавајући начин на који се просечан човек прилагођава стварима из своје околине. Те типичне реакције спадају у појмове који су производ "социјалног згушњавања". Језик као друштвена институција на крају учвршћује резултате тих операција. Потребе да друштвени смисао остане присутан у научном истраживању и да га спречи да скрене са пута. Наука не може као таква да одражава у кондицији тај осећај и да обузда појединачни фактор јер је то подручје социологије. Друштву дугујемо једноставне, чак грубе појмове чији је циљ да прикажу ствари онаквима каквима оне објективно јесу уз сложеност њихових методично анализираних нарави. У стварности наука је изразито друштвена ствар у којој је удео појединца велики онолико колико је то могуће. На мишљење се примењују истински институције, као што правне или политичке обликују обавезне методе деловања. Наука прибегава појмовима који доминирају читавим мишљењем и у којима као да је згуснута читава цивилизација, то су категорије. Дакле, потребно је донети да се улоге друштва прекине тамо где почиње област чисте спекулације, зато што спекулација почива на друштвеним основама. Поставши колективне, оне би постале отпорније, утицајније, али ипак не би промениле природу. Деловање друштва је извор интелектуалног живота sui generis, који се надограђује на живот појединца и преображава га. С друге стране, друштво представља нову стварност, која обогаћује нашу спознају самим тим што открива свести, самим тим што постоји, јер може да постоји само ако промишља. Али, овде долазимо до грешке, која је још увек превише распрострањена и која је камен спотицања у социологији. Ту се мисли да је уопштено оно што је друштвено и обрнуто, и да колективни тип није ништа друго до просечни тип. Просечна свест је осредња, колико са интелектуалне толико и са моралне тачке гледишта, она је напротив бескрајно богата.
Три су групе друштвених чињеница:
- Збирка правних правила и закона;
- Масовне друштвене појаве, које користи и друштвена статистика;
- Религиозне догме.

На основу његове поделе друштвених чињеница у три групе, настала су и његова капитална социолошка дела:
- О подели друштвеног рада,
- Самоубиство,
- Елементарни облици религијског живота.

Расправу о друштвеним чињеницама треба проширити на њихова обележја, тј. карактеристике. Тако друштвена чињеница има две битне ознаке:
- оне су човеку дате споља и нису идентичне с његовим мишљењем, односно његовом идејом о тој чињеници;
- имају својство коерцитивног (односи се на присилу, принуду), присиљавајућег утицаја на човека, а ради усмеравања његовог понашања.

Човек осећа друштвене чињенице као дату реалност, независну од њега самог; њих није створио он или неки други појединац. Дакле, оне су део објективне, постојеће друштвене средине. Што се тиче коерцитивне функције друштвених чињеница, оне се појединцима не намећу и не утичу на њихова хтења и, аналогно томе, на њихово понашање.
Диркем сматра да се друштвена чињеница може објаснити само помоћу друге друштвене чињенице.
Друштвене чињенице дели на:
- Нормалне друштвене чињенице, које су присутне у датој друштвеној средини;
- Патолошке, које немају претходно обележје присутности.

## Друштво
Диркем у свом социологизму није користио само појам друштвених чињеница. Он има велике заслуге за истраживање друштва и друштвеног понашања. Тако Диркем сматра да друштво није скуп појединаца (јединки), већ оно представља једну особену стварност са својим специфичним обележјима. Он је тврдио да се не може ништа колективно стварати ако нису дате појединачне свести, јер тек спајањем, тј. удруживањем појединачних свести (на тачно одређен начин), настаје друштвени живот. Рађају се друштвене појаве и друштвени процеси, који ће произвести друштвена догађања. Унапред је било вероватно да постоје различите врсте друштвене солидарности као што постоје различите врсте друштава, које одређују образовање друштвених скупина. У данашњим условима њихова потпуна и детаљна класификација могла би да буде тек произвољна, али је могуће са сигурношћу изградити два велика друштвена типа, чија су сва прошла и данашња друштва тек варијетети. Нека од њих су неорганизована и аморфна друштва - од хорде крвних сродника до насеобина, а са друге стране државе у правом смислу речи које почињу од насеобина и сежу до великих савремених држава. Услед сличности свести, заједничких идеја и осећања настаје први велики тип друштвене солидарности, док је други производ издвајања функција и поделе рада. Под утицајем првог духови се мешају, губећи се једни у другима тако да образују компактну масу која може да се креће само као целина. Према другом друштвеном типу услед међусобне зависности међу специјализованих функција свако има своју сферу деловања, и ако је неодвојив од других. Могуће је рећи да ове две врсте солидарности никада нису постојале једна без друге, и ако смо пронашли механичку солидарност у готово апсолутно чистом стању у примитивним друштвима, и у којима је група потпуно апсорбовала појединце тако да традиција и обичаји владају и најситнијим поступцима појединца. Супротно томе у великим модерним друштвима се уочава виша солидарност, кћерка поделе рада која деловима оставља независност, истовремено јачајући јединство целине. Истовремено раст величине и густине друштава доводи до узрока који објашњава преображаје које је доживела друштвена солидарност као и начина којим се раздвајају данашње од некадашњих држава.
За друштвену групу каже да она мисли и делује другачије него што мисли или делује појединац када је издвојен из групе. Зато удруживање људи у друштвене творевине рађа једну особену, нову реалност која утиче на мишљење и укупно понашање појединаца, притом их мењајући. Најједноставнија друштвена група која има најдужу историју јесте породица. Да би се описали и анализирали њени елементи потребно је раздвојити људе и добра, међу њима пребројати осим супружника и деце, општу групу крвних сродника, рођака у свим степенима, или једноставно оно што је остало од некадашњег gens-a који се и данас меша у породицу у ужем смислу. Ту је најзад и држава која су одређеним случајевима меша у живот домаћинства и сваким даном постаје све значајнији фактор у њему. Ступањ кохезије који је остварила породица у неком друштву јесте интерно и опште стање на читавом простору тог друштва. Без улажења у појединости које не би биле одговарајуће не задржавамо се на чистим општостима, већ би требало изабрати неке од карактеристичних веза у породичном животу и говорити о њима прецизно. Такве везе су, на пример, питања наследног права и његови узроци, природа брачне везе и интервенција државе у породици и о њеном циљу.

## Подела рада
Наредно подручје Диркемове социологије нас упућује на поделу друштвеног рада, која је током друштвеног развоја имала значајну зависност од развијености самог друштва. Ни друштвени развој ни подела рада у примитивним друштвима нису имали онај домет као што имају у развијеним друштвима. Диркем развој друштва дели на:
- прединдустријска (примитивна) друштва;
- индустријска (цивилизована) друштва.

Ова друштва се разликују по моралном понашању, али и степену друштвене солидарности. Осим тога, у прединдустријским друштвима правне норме носе ознаку репресије, док су у индустријском друштву оне реститутивне (мисли се на успоставу нарушених права). По питању солидарности, Диркем је тврдио да је за прединдустријско друштво карактеристична механичка солидарност, чије су темељне карактеристике слаба (ниска) подела рада, друштвена солидарност се темељи на сличности чланова друштва, они деле једнака уверења и вредности, као и улоге, а правне норме су репресивне нарави, морална и правна одговорност су колективног карактера, док је друштвени положај човека детерминисан рођењем.
Насупрот примитивним, прединдустријским друштвима, у цивилизованим индустријским друштвима Диркем налази развијеније друштво које има органску солидарност, у којима је развијена подела рада, где се појединци разликују по друштвеном статусу, карактеру, улогама, функцијама. У индустријском друштву сусрећемо функционални склоп, јединство функција које кроз тај састав осигуравају друштвену постојаност. Из специјализованих улога које подстичу моралну регулативу размене и сарадње долазимо до органске солидарности. Наиме, специјализована производња иницира потребу склапања законског споразума који је утемељен на уговору о размени роба и услуга. Уговор је акт којим се подстиче морална сврха солидарности утемељена на моралним појмовима праведности, разумности, поштења и законитости.

## Аномија
Диркем је заговорник капиталистичког либерализма, који може бити разлог нагле експанзије индустријског друштва. Експанзија резултује претераном специјализацијом у подели рада, што је очигледна опасаност за друштвену солидарност, због чега долази до аномије. Аномија (одсутност норми) се појављује у индустријском друштву када је ослабила друштвена контрола, а моралне норме нису довољно јаке да обуздају преступнике. Тада долази до штрајкова, самоубистава, развода бракова и других негативних трендова. Дакле, динамичне друштвене појаве условљавају фрустрираност, резигнираност и незадовољство уопште. Намеће се потреба за новим моралним консензусом о томе шта можемо очекивати од нашег живота.
У Правилима социолошке методе Диркем нас уводи у подручје девијантности. Он сматра да је злочин нормална и неизбежна појава, јер се злочини јављају у свим досадашњим друштвима, а најприсутнији су у развијеним државама.
Диркем сматра да нису сви људи једнако одани заједничким моралним нормама и друштвеним вредностима. Свако од нас је изложен различитим друштвеним утицајима и није могуће постићи потпуну друштвену једнакост. Диркем замишља друштво светаца, састављеног од савршених појединаца, у којем не би било ни злочина, ни разбојништава, у којем би се старало да не долази до друштвеног преступа, и доказује да је такво друштво немогуће јер би у таквом друштву најбаналнија кршења правила постала тешки злочини.

## Социолошко проучавање самоубиства
Диркема је занимало да ли је самоубиство социолошки проблем. Ову појаву је истраживао на основу статистичких података из више земаља, како би пронашао заједничке константе у једном временском периоду. Тврдио је да самоубиства у суштини немају никакве везе с географским положајем, политичким чиниоцима, генетиком итд. Он је установио да Јевреји имају најмању стопу самоубиства, протестанти значајну, а атеисти највећу. Даље, самоубиства су најчешћа код самаца, ређа су код ожењених, још ређа у браковима с децом, а најређа у породицама са много деце. Битно је нагласити и да снажни утицај који Диркем има у друштвеној науци довео до тога да се ова студија често сматра пионирском у истраживању самоубиства и ако је сличних студија у прошлости било на претек, Диркем много дугује својим претходницима: Моралним статистичарима, Кетлеу, Вагнер(члану такозваних катедарских социјалиста који су извршили снажан утицај на Диркемову теоријску мисао), Морзелију и другима. Самоубиство се дакле може сматрати кулминацијом дуге истраживачке традиције самоубиства. С друге стране, не треба потцењивати његову оригиналност, јер док су други најчешће остали на показивању везе између, како се говорило, цивилизације и високе стопе самоубиства. Диркем је изградио социолошко објашњење ове везе и представио је конзистентан оквир социолошке теорије који може повезати главне емпиријске корелације које су већ биле установљене.
Позната је његова теза да се самоубиство мења обрнуто сразмерно степену интегрисаности друштвених група којима појединац припада.
Овако изгледа Диркемова типологија самоубистава:
- Егоистично самоубиство — јавља се онда када је људима онемогућено да управљају својом судбином, када (услед недаћа) не постоје животни разлози, када су друштвене и моралне норме под знаком питања. Средина или нема осећај да помогне или једноставно има дистанцу, а актер чина у својој одлучности сматра да је одузимање живота једини начин да се оконча патња.
- Алтруистичко самоубиство — дешава се у оним срединама у којима друштво држи појединца зависним од целине.
- Аномично самоубиство — наступа у кризама или благостањима, када се нарушава нормативна структура која резултује тескобом, резигнацијом, психозом, па људи не виде разлог за даље живљење.
- Фаталистичко самоубиство — дешава се кад човек прихвати превише правила, па самоубиство види као једину могућу солуцију и решење проблема. Диркем је сматрао да се овај облик самоубиства јављао код робова и младих удатих жена без деце, од којих су друштвене норме тог доба захтевале децу.

Упркос ограничењима, Диркемов рад на самоубиству утицао је на заговорнике теорије контроле и често се помиње као класична социолошка студија. Књига је пионир модерних друштвених истраживања и послужила је за разликовање друштвених наука од психологије и политичке филозофије.

## Девијација
Диркем је сматрао да је девијација суштинска компонента функционалног друштва. Сматрао је да девијација има три могућа ефекта на друштво:
- Девијација изазива перспективу и размишљања опште популације, водећи друштвеним променама указујући на недостатак у друштву.
- Девијантна дела могу подржати постојеће друштвене норме и веровања призивањем становништва да дисциплинује актере.
- Реакције на девијантне активности могле би повећати пријатељство и социјалну подршку међу становништвом погођеним том активношћу.

Диркемове мисли о девијацији допринеле су Теорији деформација Роберта Мертона.

## Религија
У Елементарним облицима религиозног живота (1912), Диркемова прва сврха била је да идентификује социјално порекло и функцију религије јер је сматрао да је религија извор другарства и солидарности. Његова друга сврха била је да идентификује везе између одређених религија у различитим културама, проналазећи заједнички именитељ. Желео је да разуме емпиријски, социјални аспект религије који је заједнички свим религијама и превазилази концепте духовности и Бога.

Диркем је дефинисао религију као:
„јединствени систем веровања и пракси у односу на свете ствари, тј. ствари које су одвојене и забрањене - веровања и праксе које обједињују у једној јединој моралној заједници званој Црква, сви они који их се придржавају.“
У овој дефиницији Диркем избегава позивање на натприродно или Бога. Диркем је тврдио да је концепт натприродног релативно нов, везан за развој науке и одвајање натприродног - онога што се не може рационално објаснити - од природног, онога што може. Према томе, према Диркему, за ране људе је све било натприродно. Слично томе, он истиче да постоје религије које дају мали значај концепту бога, попут будизма, где су Четири племените истине много важније од било ког појединачног божанства. Уз то, тврди Диркем, остају нам следећа три концепта:
- Свето: идеје и осећања распламсана спектаклом друштва која уливају страхопоштовање, духовну оданост или поштовање;
- Веровања и праксе: стварање емоционалног стања колективне шуме, улагање симбола са светим значајем;
- Морална заједница: група људи која дели заједничку моралну филозофију.

Од та три концепта, Диркем се усредсредио на свето, напомињући да је оно у самој основи религије: 
Они су само колективне снаге хипостазиране, то јест моралне снаге; они су сачињени од идеја и осећања која је у нама пробудио спектакл друштва, а не од сензација које долазе из физичког света. 
Диркем је религију сматрао најважнијом друштвеном институцијом човечанства и оном која је изнедрила друге друштвене облике. Религија је била та која је човечанству дала најјачи осећај колективне свести. Диркем је на религију гледао као на силу која се појавила у раним друштвима ловаца и сакупљача, јер су колективне бујице емоција нарасле у растућим групама, присиљавајући их да делују на нови начин и дајући им осећај да их нека скривена сила покреће. Временом, како су се емоције симболизовале, а интеракције ритуализовале, религија се постајала све организованије, што је довело до поделе на свето и свето. Међутим, Диркем је такође веровао да религија постаје све мање важна, јер су је постепено замењивали наука и култ појединца.
Стога постоји нешто вечно у религији којој је суђено да преживи све посебне симболе у које се религиозна мисао сукцесивно заогрнула.
Међутим, чак и ако је религија губила на значају за Диркема, она је и даље поставила темеље модерног друштва и интеракција које су њиме управљале. И упркос појави алтернативних сила, Диркем је тврдио да још увек није створена замена за снагу религије. Изразио је сумњу у савременост, видећи савремено доба као „период транзиције и моралне осредњости.“

## Педагогија
Диркем говори да је веома важно разликовати педагогију и васпитање. У прилог томе, он говори да се ова два појма често мешају. Васпитање је само садржај (материја) педагогије и представља дејство. Педагогија је теорија и представља размишљање о стварима васпитања. Васпитање се садржи од дејства које, пре свега, врше родитељи на децу и стално је и опште (постоји континуираност васпитања кроз историју). Васпитање може бити свесно и несвесно. Свесно је када родитељи и учитељи свесно преносе резултате свог искуства, а несвесно је када преносе примером, речима које изговарају, поступцима које чине.
У дефинисању васпитања, Диркем разматра васпитне системе који постоје и који су постојали и издваја њихова заједничка својства. Постоје два елементарна својства васпитања, а то су: треба да постоји генерација одраслих и младих  и деловање које први врше над другима. Он такође разматра и друга два својства васпитања, да је васпитање истовремено и разнолико и јединствено.
Педагогија са друге стране, се не састоји из дејства већ из теорије. Теорије представљају начин да се појми васпитање, а не начин да се оно практикује. Понекад се педагошке теорије разликују од постојеће праксе и супротстављају јој се. У педагогији кроз историју постоје прекиди, док је васпитање континуирано (човек не размишља увек, већ само онда када постоји потреба да размишља).

### Конститутивни елементи науке
Да би се један скуп студија могао назвати науком, потребно је и довољно да оне поседују следећа својства:
- Да почивају на провереним и изграђеним чињеницама и на чињеницама које се могу посматрати;
- Да те чињенице буду међусобно довољно хомогене да би могле бити сврстане у исту категорију;
- Те чињенице наука проучава да би их сазнала на потпуно непристрасан начин.

#### Васпитање и чињенице
Васпитање представља скуп поступака, радњи и обичаја које чине савршено дефинисане чињенице које имају исту реалност као и друге друштвене чињенице. Друштвене институције служе да се деца не подижу онако како појединац то жели, већ поступају према правилима која владају у друштвеној средини. Људи живе у атмосфери колективних идеја и осећања која не могу да мењају по својој вољи. На тим идејама и осећањима те врсте почивају васпитни поступци. Васпитни поступци имају заједничке карактеристике: потичу од дејства које једна генерација врши на следећу генерацију да би је прилагодила друштвеној средини у којој треба да живи. Постоје различити модалитети тог основног односа.
Чињенице исте врсте припадају једној истој логичкој категорији, па могу да буду предмет једне науке о васпитању.

### Проблеми проучавања науке о васпитању
Васпитни поступци нису чињенице изоловане једне од других, већ су у једном истом друштву повезани у један исти систем чији сви делови теже истом циљу – да васпитни систем буде својствен тој земљи и том времену. Васпитање има функцију да у детету створи: одређен број физичких и менталних стања за која се друштво у коме припада сматра да не треба да буде страно ниједном његовом члану и одређена ментална и физичка стања која посебна друштвена група (класа, породица, каста) сматра исто тако неопходним за сваког свог члана.

### Наука о васпитању
Диркем је својом концепцијом васпитања скренуо пажњу науке на однос друштва и васпитања, на потребу трагања за чињеницама у прошлости и садашњости, да би промишљеније одређивали будућност. Када је реч о прошлости, треба утврдити законе који владају развојем васпитних система. У аспекту садашњости треба истраживати формиране институције, на који начин функционишу, које резултате производе и под дејством којих услова се ти резултати мењају (школска статистика). С обзиром на то, наука о васпитању се бави описивањем садашњих или прошлих ствари и испитивањем њихових узрока и одређивање њихових последица. Педагошке теорије се баве спекулацијом сасвим друге врсте. Оне не описују и не објашњавају оно што јесте или оно што је било, већ оно што треба да буде. Циљ им је да препишу рецепте понашања. Оне су усмерене према будућности.

### Вештина или теорија?
Систем поступања прилагођених посебним циљевима, који су производ или традиционалног искуства које се преноси васпитањем, или личног искуства. Стиче се само ако ступимо у однос са стварима на које треба да се врши одређено дејство и сопственим деловањем. Може да буде прожета размишљањем, али размишљање није њен битни елемент. Уместо да се на ствари делује на један одређени начин, размишља се о поступцима деловања, не да би се они сазнали или објаснили, већ да би се оценила њихова вредност, да ли они јесу оно што треба да буду, треба ли их мењати и на који начин. Ова размишљања добијају облик теорија – комбинације идеја, а не комбинације деловања, и по томе су ближе науци.

### Педагогија-практична теорија
Педагогија је практична теорија. Она не проучава научно-васпитне системе, већ о њима размишља да би активности васпитача пружила идеје које га усмеравају. Педагогија као практична теорија је могућа и легитимна само ако се ослони на једну изграђену и непобитну науку, тако да она представља само њену примену. Практичне теорије вреде само онолико колико вреде науке од којих она узима основне појмове.

### Значај размишљања и педагошко размишљање
Када васпитач схвати значај метода које користи, њихов циљ и разлог њиховог постојања, онда је у стању да их процењује, па је спреман и да их модификује уколико је то потребно. Због тога се педагогија у историји појављује само повремено, али све више тежи да постане стална функција друштвеног живота. Педагогија није васпитање и њиме се не може заменити. Улога педагогије јесте да води праксу, да је објашњава, да јој, када је то потребно, помаже да попуни празнине које се појаве, да уклони недостатке које у њој уочи, а да би то учинио, педагог мора да разуме систем васпитања (школски систем) свог времена, а за то је потребно и познавање историје развоја тог система. Школски систем се не састоји једино из установљене праксе, метода намењених пракси и наслеђа прошлости, већ садржи и клице будућности. Јако је важно посматрати прошлост и садашњост да бисмо изградили што бољу будућност.

### Педагогији је потребна наука о васпитању
Педагогија као практична теорија је могућа и легитимна само ако се ослони на једну изграђену и непобитну науку, тако да она представља само њену примену. Теоријски појмови из којих су изведене практичне последице имају научну вредност која се преноси на закључке који се одатле извлаче. Наука о васпитању се бави следећим питањима:
- Каква је природа васпитања?
- Какви су услови од којих оно зависи?
- Какви су закони по којима се развијало током историје?

Наука о васпитању тек треба да се изгради, а социологија и психологија нису довољно развијене.

## Васпитање
Реч васпитање се понекад употребљавала у веома широком смислу означавајући скуп утицаја које природа или други људи могу вршити било на нашу интелигенцију или вољу. Утилитаристичка дефиниција Стјуарта Мила, под васпитањем подразумева све што чинимо за себе саме и све што други чине за нас како би нас приближили савршенству наше природе. У најширем смислу, оно подразумева и посредно дејство на карактер и способности човека. Деловање ствари на људе по начину и резултатима се веома разликује од деловања самих људи, односно дејство вршњака на вршњаке разликује се од дејства које одрасли врше на млађе од себе. Утилитарна дефиниција према којој би васпитање имало циљ да од појединца начини средство среће за њега самог и друге људе. Срећа је нешто што је по својој суштини субјективно и што свако процењује на свој начин. Услови среће су за њега услови живота. Потпуна срећа јесте потпуни живот.
Према Канту, циљ васпитања је да сваки појединац достигне највећи могући ступањ савршенства. Савршенство у овом случају подразумева складан развој свих људских способности и да сваки човек мора да оствари потенцијале. Међутим, колико год да је тај складни развој потребан и пожељан, није га могуће у потпуности развити, тако да сви имају исту функцију. Нисмо сви створени да размишљамо, потребни су и они чији је задатак да мисле. Мисао може да се одвоји само ако се одвоји од деловања и ако се окрене себи самој, само ако се субјект који јој се цео посвећује одвоји од деловања споља. Одатле произилази прва диференцијација коју нужно прати поремећај равнотеже. А делање, са своје стране, као и мисао, може да поприми мноштво различитих и посебних облика. Несумњиво, та специјализација не искључује известан заједнички фонд, па према томе ни одређену равнотежу како органских, тако и психичких функција, без које би здравље појединца, а истовремено и  друштвене кохезије, било доведено у питање. При свему томе, савршена хармонија не може бити представљена као крајњи циљ васпитања и понашања.
Општа примедба која се може упутити свим дефиницијама јесте да оне полазе од постулата да постоји идеално, савршено васпитање које важи за све људе без разлике, а теоретичар се труди да дефинише управо универзално и јединствено васпитање. Међутим, ништа у данашњој историји не потврђује сличну хипотезу. Васпитање је бескрајно разнолико и зависи од тога о ком добу и о којој земљи је реч. Васпитање зависи од државе и околности унутар ње саме (религија, степен развијености науке и индустрије, политичке околности...).
Свако друштво посматрано у одређеном тренутку свог развоја поседује васпитни систем. Узалудно је веровати да можемо да подижемо децу онако како желимо. Има обичаја којима се морамо повиновати; ако од њих знатније одступамо, они се свете нашој деци. Она, кад постану одрасла, нису у стању да живе међу својим савременицима у хармоничним односима. Регулативни циљ васпитања од кога не можемо одступити.
Међутим, обичаје и идеје, који одређују тај тип, нису људи створили појединачно. Они су производ заједничког живота и издржавају његове потребе.
Они су чак у великој мери дело претходних генерација. Цела прошлост човечанства допринела је да се створи тај скуп максима које управљају васпитањем какво данас имамо. Када се историјски проучава начин на који су се створили и развили системи васпитања, примећује се да они зависе од религије, политичке организације, степена развијености наука, стања индустрије итд.
Да бисмо дефинисали васпитање, морамо размотрити васпитне системе који постоје или који су постојали, морамо их приближити једне другима и издвојити својства која су им заједничка. До сада смо одредили два елемента. Да би васпитање постојало, треба да постоји генерација одраслих и младих, као и деловање које први врше над другима.
Не постоји друштво у коме се систем васпитања не испољава у два вида: истовремено је јединствен и разнолик. Разнолик;  извесном смислу се може рећи да је у једном друштву има онолико различитих врста васпитања колико и различитих средина у њему. Свака професија представља средину sui generis која тражи посебне способности и специјална знања, у којој владају одређене идеје, одређени обичаји, одређени начини посматрања ствари, а како деле треба да буде припремљено за оно чиме ће се бавити васпитање, почев од одређеног узраста; не може остати исто за све субјекте на које се примењује. Због тога оно у свим цивилизованим земљама све више тежи да се диверзификује и специјализује. Сва васпитања започињу на заједничкој основи.
Нема народа у коме не постој одређен број идеја, осећања и поступака које васпитање треба да усади својој деци без разлике, ма којој социјалној категорији она припадала. Свако васпитање, како васпитање које води слободним професијама, као и оно које се спрема за обављање одређених послова у индустрији има циљ да их усади у свест.
Из ових чињеница произилази да свако друштво ствара себи нови идеал човека, онога шта он треба да буде, како у интелектуалном смислу тако и у физичком и моралном. Тај идеал истовремено је и јединствен и разнолик, јесте циљ васпитања. Васпитање дакле, има функцију да у детету створи:
1. одређен број физичких и менталних стања за која се друштво у коме припада сматра да не треба да буде страно ниједном његовом члану
2. одређена ментална и физичка стања која посебна друштвена група (класа, породица, каста) сматра исто тако неопходним за сваког свог члана.

Друштво може да живи само ако између његових чланова постоји довољна хомогеност.
Васпитање је деловање генерација одраслих на генерације оних које још нису зреле за друштвени живот. Оно има циљ да код детета ствара и развија одређени број физичких, интелектуалних и моралних стања која од њега траже и политичко друштво у целини и посебна средина за коју је посебно намењено.
Из претходне дефиниције произилази да се васпитање састоји из систематске социјализације младе генерације. У сваком од нас се налазе два бића. Прво биће је сачињено од свих менталних стања која се односе само на нас саме и догађаје из личног живота, то је оно што би се могло назвати индивидуалним бићем.
Друго биће је систем идеја, осећања и навика које у нама изражавају не само нашу личност већ и групу и различите групе којима припадамо, нпр религијска веровања, морална веровања и поступци итд... Њихова целокупност чини друштвено биће. Циљ васпитања је да створи такво биће, друштвено биће.
Друштво је за сваку нову генерацију принуђено да бићу које се управо родило дода још једно друго биће које је способно да води морални и друштвени живот. Ето какво је дело васпитања и јасна нам је сва његова величина. Та стваралачка моћ је уосталом посебна привилегија људског васпитања. Код човека су разноврсне способности које претпоставља друштвени живот, веома сложене да би се на неки начин морале отелотворити и материјализовати у облику органских предиспозиција. Из тога произилази да се не могу пренети с једне генерације на другу путем наслеђа. Преношење се врши путем васпитања.
Васпитање првенствено одговара друштвеним потребама. Предности солидно интелектуалне културе нису биле признате у свим народима. Наука и критички дух којима данас дајемо високо место, некада су изазивале сумњу. Васпитањем се не негира индивидуалност, већ се усмерава. Циљ васпитања није да изопачи индивидуалност, већ да помогне индивидуи да уђе у друштво. Напор индивидуе је неопходан услов за напредак.

### Улога државе у васпитању
Држава мора да служи као подршка у васпитању, док је породица примарна. Самим тим што је васпитање суштински друштвена функција, држава не може према њему да буде равнодушна. Држава мора да води рачуна о томе ко васпитава. Васпитање има првенствено колективну функцију, да прилагоди дете средини у којој се налази, а друштво је дужно да подсећа васпитача о идејама и осећањима које васпитач мора да "утисне" у дете. Поштовање науке, разума, идеје, осећања која су у основи демократског морала државе, треба да буду слободна, доступна деци и отклоњена од мистификовања и монополизације васпитања. Такође, не би смело да се дозволи већини да намеће своје идеје деци мањине. Наставник не би смео да се користи ауторитетом да би привукао ову децу својим индивидуалним мишљењима и ставовима, колико год он то сматрао оправданим.

### Моћ васпитања
У којој мери је могуће да васпитање буде ефикасно? Васпитање делује на већ урођене диспозиције. Међутим, сам васпитач може врло мало да утиче на неке одређене тежње и не може радикално да их промени. Васпитање има широк простор за узрочна дејства.
Сматрало се да се одређене диспозиције попут криминалитета, склоности ка самоубиству, крађи, злочину, наслеђују, што није истина. Једино шта може да се наследи јесте недостатак менталне равнотеже, али то не мора бити узрок за горе наведене ствари. Урођена својства су за већину веома општа и веома савитљива и могу да добију веома различита одређења.

### Аналогија са хипнозом
Однос васпитача и васпитаника, Жан-Мари Гијо, упоредио је са односом хипнотисаног лица и хипнотизера. Да би неко могао да буде под дејством хипнозе, он мора да:
1. Стање у коме се налази хипнотисани субјект одликује се његовом изузетном пасивношћу.
2. А како празнина никад није потпуна, потребно је штавише да идеја из саме сугестије прима моћ посебног дејства.

Ова два услова су остварена код васпитача и детета. Дете је лако подложно сугестији, јер се налази у пасивном стању. Утицај који учитељ има на свог ученика произилази из супериорности његовог искуства и културе.
Васпитање мора да се креће у правцу превазилажења сопствене природе и оно мора бити ствар ауторитета. Морални ауторитет је главно својство васпитача. Бити слободан значи бити господар над самим собом, а детету треба дати ту моћ.
Васпитање мора да буде стрпљиво, непосредно и континуиран. Морамо усмерити дете, али и допустити да се само оснажи. Осећај дужности је врховно морално добро које служи као стимулација. Да би човек био осетљив на казне и награде, потребно је да буде свестан своје дужности и достојанства.

#### Ауторитет васпитача
Васпитач мора да испуњава два услова:
1. Мора да има вољу, да спроводи своје одлуке, не околиши и не оклева.
2. Да сам васпитач осећа свој ауторитет, а то је могуће само ако га има.

### Основе Диркемове теорије васпитања
- Дете је егоистично и асоцијално биће.
- Васпитањем се ствара једно ново биће, друштвено.
- Створити друштвено биће је циљ васпитања.
- Зато васпитавају генерације одраслих.
- Значај васпитања јесте велики, јер се њиме ствара једно потпуно ново биће.
- Васпитна моћ је велика, аналогија са хипнозом.
- Васпитање је ауторитарно.
- Морални ауторитет је главно својство васпитача.
- Тај циљ васпитања одређује друштво у целини и посебне друштвене групе.